# Georg Volkert
Georg „Schorsch“ Volkert (* 28. November 1945 in Ansbach; † 16. August 2020 in Erlangen) war ein deutscher Fußballspieler. Der Flügelstürmer absolvierte von 1965 bis 1981 in der Fußball-Bundesliga bei den Vereinen 1. FC Nürnberg, Hamburger SV und VfB Stuttgart insgesamt 410 Ligaspiele und erzielte 125 Tore. Mit Nürnberg gewann er 1968 die deutsche Meisterschaft, mit Hamburg 1976 den DFB-Pokal und 1977 den Europapokal der Pokalsieger. In seinen zwei Jahren beim FC Zürich (1969 bis 1971) gewann er 1970 den Schweizer Cup. In der Nationalmannschaft spielte der beidfüßig agierende Außenstürmer von 1968 bis 1977 12 Mal (2 Tore), wobei er vom 10. Mai 1969 bis 5. Juni 1977 nicht eingesetzt wurde.

## Karriere

### Nürnberg und Zürich, bis 1971
Bis 1961 spielte Volkert in der Jugend der SpVgg Ansbach; danach ging es in der Jugend des 1. FC Nürnberg weiter. Die ersten Erfahrungen im Seniorenbereich sammelte der Offensivspieler in der Amateurelf des „Club“. Gemeinsam mit seinen Mannschaftskameraden Reinhold Adelmann und Hubert Schöll bekam er zur Saison 1965/66 einen Lizenzspielervertrag. Dazu wurden noch mit Franz Brungs (Borussia Dortmund) und Rudolf Bast (VfR Mannheim) zwei torgefährliche Angreifer geholt. In der Mannschaft von Trainer Jenő Csaknády debütierte Volkert am 20. November 1965 bei einem 2:1-Heimerfolg gegen Hannover 96 in der Bundesliga. Er spielte auf Rechtsaußen und erzielte in der 55. Minute die 1:0-Führung. Mit Franz Brungs, Rudolf Bast, Tasso Wild und Manfred Greif bildete er den „Club“-Angriff. Durch die weiteren Offensiv-Konkurrenten Anton Allemann und Heinz Strehl bedingt, musste sich das Talent in seiner ersten Bundesligasaison – Nürnberg belegte den 6. Rang – mit 13 Einsätzen (2 Tore) zufriedengeben. In seiner zweiten Bundesligasaison 1966/67 gehörte der perfekte und trickreiche Techniker mit beidfüßiger Schusskraft mit 31 Ligaspielen und neun Toren bereits unumstritten der Stammbesetzung des FCN an. Durch die Turbulenzen im Trainerbereich – Csaknady war am 7. November 1966 durch Jenő Vincze abgelöst worden und am 2. Januar 1967 hatte Max Merkel von München 1860 die Nürnberger auf dem 14. Rang übernommen. Am Rundenende hatte der „Club“ mit 34:34 Punkten eine ausgeglichene Bilanz und belegte den 10. Rang. In der Serie 1967/68 wurde Volkert unter Trainer Merkel überraschend deutscher Meister. In der Meisterrunde bildete er zusammen mit Zvezdan Čebinac eine außergewöhnlich starke Flügelzange. Im Innensturm verwerteten die zwei Zentrumsstürmer Franz Brungs (25 Tore) und Heinz Strehl (18 Tore) die Maßflanken von den Flügeln in Serie. Volkert beteiligte sich aber an den insgesamt 71 Rundentoren des neuen Meisters auch noch mit neun Treffern. Genau so sensationell wie der Meisterschaftserfolg über die Bundesliga gekommen war, stieg Nürnberg ein Jahr später, 1968/69, aus der Bundesliga ab. Volkert hatte in 28 Ligaspielen sieben Tore unter den Trainern Merkel (bis 24. März 1969), Robert Körner (25. März bis 12. April 1969) und Kuno Klötzer erzielt. Brungs stürmte für Hertha BSC, Halbstürmer August Starek wurde mit dem FC Bayern München deutscher Meister und bei Strehl hatte die Trefferquote mit fünf Toren deutlich nachgelassen. Vor Beginn der Abstiegssaison wurde Volkert in einem Freundschaftsspiel gegen Austria Wien am 12. Juni nach 62 Minuten wegen Schiedsrichterbeleidigung des Feldes verwiesen und sorgte durch seine Weigerung, das Spielfeld zu verlassen, für einen Spielabbruch. Er bestritt bis 1969 105 Bundesligaspiele für den Club, in denen er 27 Treffer erzielte. Daneben kam er noch zu 9 Einsätzen im DFB-Pokal, in denen er ein Tor schoss. Mit in die zweitklassige Fußball-Regionalliga Süd wollte der bereits sechsfache Fußballnationalspieler mit Nürnberg nicht gehen und nahm deshalb das Angebot des finanziell am meisten bietenden FC Zürich aus der Schweiz an. Die sportliche Perspektive blieb dabei aber auf der Strecke, denn die war in der als „Bundesliga-Altersheim“ verspotteten schweizerischen Nationalliga A eher mau.
In den Spielzeiten 1969/70 (3. Platz) und 1970/71 (5. Platz) spielte Volkert beim FC Zürich und erzielte 15 Tore in 52 Partien der Nationalliga A. Er feierte mit dem FCZ an der Seite von Mitspielern wie Köbi Kuhn und Fritz Künzli den Gewinn des Schweizer Cup 1969/70 mit einem 4:1 nach Verlängerung gegen Meister FC Basel, der mit Helmut Benthaus, Karl Odermatt und Jürgen Sundermann im Mittelfeld antrat. Groß war aber die Enttäuschung, dass er vom Bundestrainer nicht in das Aufgebot für die Weltmeisterschaft in Mexiko berufen wurde. Stattdessen begab er sich mit dem FC Zürich im Sommer 1970 auf eine Quad-kontinentale Weltreise. In Westaustralien erlitt er dabei bei einem Autounfall Verletzungen, die ihn an der Weiterreise mit der Mannschaft nach Tahiti hinderten. Nach zwei Jahren in der Schweiz zog es Volkert 1971 wieder in die Bundesliga; er hatte einen unterschriftsreifen Vertrag von Hertha BSC vorliegen, ehe er sich kurzfristig für den mitbietenden Hamburger SV entschied.

### Große Jahre beim Hamburger SV, 1971 bis 1978
Für 500.000 Mark kam die Neuerwerbung von Zürich zum Hamburger SV. Der erfahrene Spieler sollte im Team von Trainer Klaus-Dieter Ochs zusammen mit den Routiniers Uwe Seeler, Willi Schulz, Jürgen Kurbjuhn und Franz-Josef Hönig die jungen Talente wie Manfred Kaltz, Rudi Kargus, Caspar Memering und Peter Lübeke mit anführen und galt als Eckpfeiler beim HSV-Neuaufbau. Der Rundenstart gelang am 14. August 1971 mit einem 5:1-Heimerfolg gegen Eintracht Frankfurt. Danach verlief der Start aber schleppend und das interne Problem, wer stürmt beim HSV auf Linksaußen, der bisherige Platzhirsch Gert Dörfel oder Volkert, kam noch erschwerend hinzu. Trotzdem beendeten die Rothosen mit 20:14 Punkten auf dem fünften Rang die Hinrunde. In der Rückrunde lief es schlechter und am Rundenende belegte Volkert mit seinem neuen Verein den 10. Rang. Er hatte in 31 Ligaeinsätzen vier Tore erzielt. In seiner zweiten Hamburger Saison, 1972/73 lief es aber wirklich schlecht: Mit 28:40 Punkten konnte gerade noch der Abstieg verhindert werden. Hönig führte mit elf Toren die interne Torschützenliste an, dahinter folgte Volkert mit zehn Toren. Die weitere Verjüngung mit Dieter Hochheimer, Walter Krause, Peter Krobbach, Peter Hidien und Kurt Eigl war auch noch durch das Karriereende von Uwe Seeler und Jürgen Kurbjuhn erschwert. Während der laufenden Runde wurde deshalb auch noch die Verpflichtung des rustikalen Kämpfers Horst Heese von Eintracht Frankfurt notwendig. Trotz der offenkundigen Probleme beim Mannschaftsumbau gewann Volkert mit dem HSV am 6. Juni 1973 das Finalspiel um den DFB-Ligapokal 1973 mit 4:0 gegen Borussia Mönchengladbach. Jetzt war die Trainerzeit von Klaus-Dieter Ochs abgelaufen und Kuno Klötzer war ab der Saison 1973/74 als HSV-Trainer im Amt. Volkert kannte die Arbeitsweise von Klötzer aus seinem letzten Jahr in Nürnberg und kam in 31 Ligaeinsätzen auf acht Tore. Der HSV beendete die Runde auf dem 12. Rang, kam aber im DFB-Pokal in das Finale. Das verloren die Mannen um Linksaußen Volkert am 17. August 1974 in Düsseldorf mit 1:3 nach Verlängerung gegen Eintracht Frankfurt. Aber man hatte in dieser Runde gesehen, es ging bei den „Rautenträgern“ aufwärts, man sah den nächsten Runden mit Optimismus entgegen.
Volkert absolvierte 1974/75 alle 34 Rundenspiele für den HSV in der Bundesliga und erzielte sieben Tore. Da auch die Neuzugänge Horst Bertl (Borussia Dortmund) und Willi Reimann (Hannover 96) sich sofort in die Stammelf spielten, kam am Rundenende der vierte Rang heraus, punktgleich mit Eintracht Frankfurt auf dem 3. Platz und einen Punkt hinter Vizemeister Hertha BSC. Im UEFA-Cup ragten die Spiele gegen Dynamo Dresden (4:1, 2:2) und gegen Juventus Turin im Viertelfinale heraus (0:2, 0:0). Als zur folgenden Runde 1975/76 mit Horst Blankenburg (Ajax Amsterdam) und Hans Ettmayer (VfB Stuttgart) zwei weitere Verstärkungen zum Kader gekommen waren, erreichte das Team um Volkert (30-7) sogar die Vizemeisterschaft und gewann am 26. Juni 1976 mit einem 2:0 gegen den 1. FC Kaiserslautern den DFB-Pokal. Im dritten Wettbewerb, im UEFA-Cup, führte der Weg den HSV nach Erfolgen gegen Young Boys Bern, Roter Stern Belgrad, FC Porto und Stal Mielec bis in das Halbfinale gegen den FC Brügge. Gegen die Belgier scheiterte das Klötzer-Team nach einem 1:1-Heimremis und einer 0:1-Auswärtsniederlage knapp am Finaleinzug.

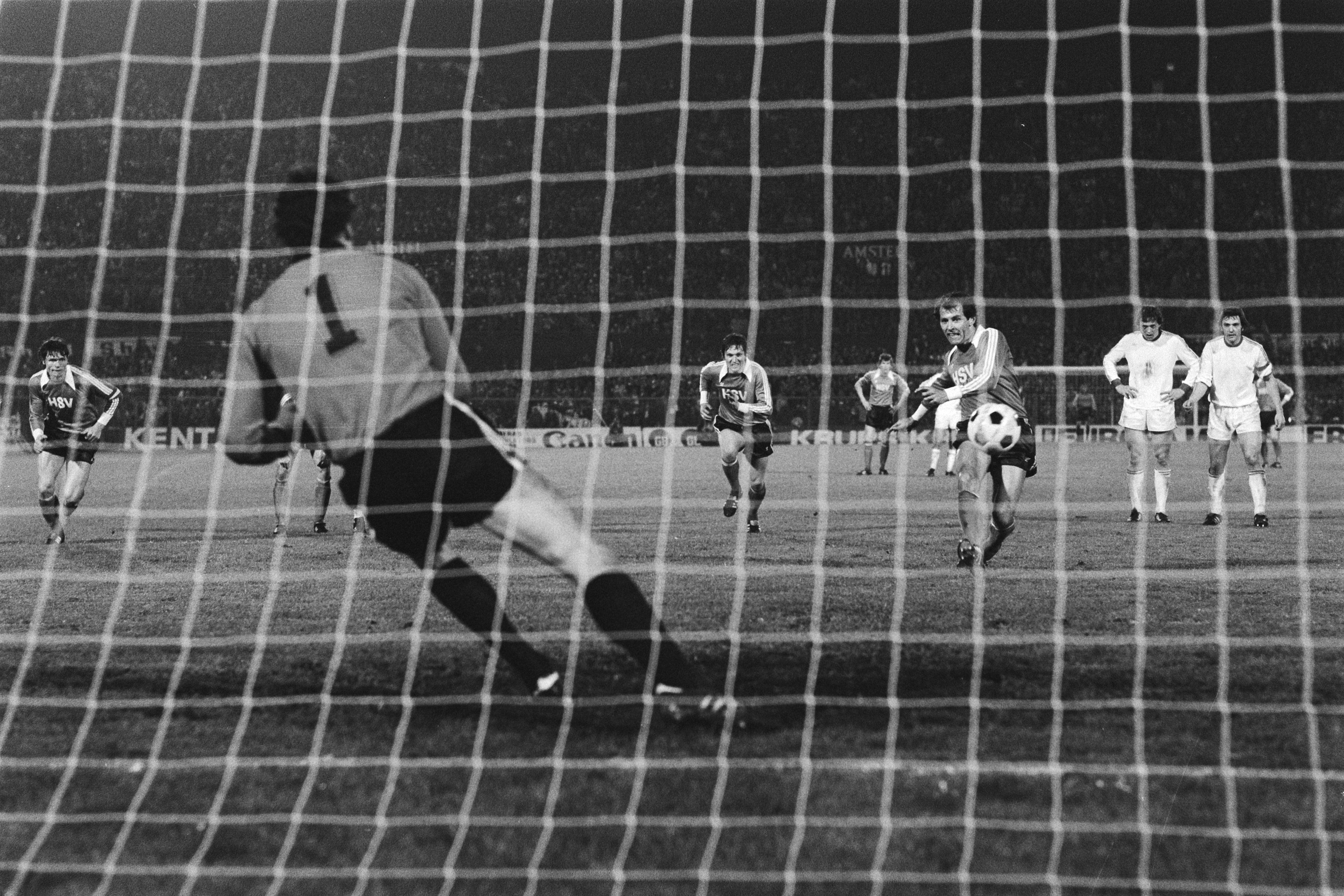
Georg Volkert verwandelt im Europacupfinale 1977 den Strafstoß zum 1:0

Die hochgehandelten Neuzugänge Arno Steffenhagen (Ajax Amsterdam), Felix Magath (1. FC Saarbrücken) und Ferdinand Keller (1860 München) brachten den HSV zwar 1976/77 nicht an die Tabellenspitze, machten sich aber doch leistungssteigernd im Europapokal der Pokalsieger bemerkbar. Routinier Volkert steigerte sich in 29 Bundesligaeinsätzen auf 13 Tore und hatte im Europacupfinale am 11. Mai 1977 in Rotterdam gegen RSC Anderlecht seinen größten Tag im HSV-Dress: In der 80. Minute verwandelte er einen Strafstoß zum 1:0 und gab auch den Pass auf Magath in der 90. Minute, den dieser zum 2:0 verwandelte. Der anschließend vollzogene Trainerwechsel durch Generalmanager Peter Krohn von Klötzer zu Rudi Gutendorf klappte in der Saison 1977/78 überhaupt nicht. Sogar sportlich so starke Neuzugänge wie Kevin Keegan und Ivan Buljan konnten den Misserfolg in dieser Runde nicht verhindern. Klötzer-Nachfolger Gutendorf wurde bereits am 27. Oktober 1977 durch Özcan Arkoç abgelöst. Der HSV fiel in der Bundesliga auf den 10. Rang zurück, schied im DFB-Pokal im Achtelfinale gegen FC Schalke 04 und im Europapokal ebenfalls im Achtelfinale gegen den RSC Anderlecht aus. Volkert hatte trotz der leistungsmindernden internen Probleme in 28 Ligaeinsätzen 13 Tore erzielt.
Für den HSV bestritt Volkert zwischen 1971 und 1978 214 Bundesligaspiele, in denen er 62 Tore schoss. Außerdem wurde er 25 mal (acht Tore) im DFB-Pokal und in 29 Europapokalspielen (10 Tore) eingesetzt.

### Wieder in Süddeutschland, 1978 bis 1981
1978 wechselte er zum VfB Stuttgart und wurde mit den Schwaben in der ersten Saison unter Trainer Jürgen Sundermann deutscher Vizemeister. Für  Stuttgart kam Volkert zwischen 1978 und 1980 zu 60 Bundesligaspielen, in denen er 26 Tore schoss. Außerdem spielte er für die Schwaben 1979 und 1980 dreimal im DFB-Vereinspokal und erzielte in diesen Spielen drei Tore.
Georg Volkert kehrte 1980 zum 1. FC Nürnberg zurück, wo er seine 16-jährige Profikarriere 1981 beendete. Dort absolvierte er nochmals 31 Bundesligaeinsätze, in denen er zehn Tore erzielte. Er kam auch noch zu vier Pokaleinsätzen mit zwei Toren. Sein letztes Bundesligaspiel bestritt er am 6. Juni 1981 bei einem 2:0-Heimerfolg gegen Arminia Bielefeld. Er bildete dabei mit Werner Heck und Herbert Heidenreich den Angriff der „Club“-Elf.

### Nationalmannschaft
In der Meistersaison 1968 wurde er von Bundestrainer Helmut Schön in die Nationalmannschaft berufen. Sein erstes Länderspiel bestritt er am 6. März 1968 beim 3:1 gegen Belgien und erzielte in der 3. und 21. Minute seine ersten beiden Tore im Nationaltrikot. Am 1. Juni 1968 war er in der Aufstellung der deutschen Nationalmannschaft, die in Hannover mit 1:0 den historischen ersten Sieg gegen England herausspielte. Beim Spiel gegen Brasilien zwei Wochen später war er wegen des „ungebührlichen Verhaltens“ beim Spiel gegen die Wiener Austria nicht im Kader.
Die außergewöhnlich guten Leistungen Volkerts beim Hamburger SV führten den mittlerweile 30-Jährigen zurück in die Nationalmannschaft. Er machte 1977 weitere sechs Länderspiele. In seinem letzten Spiel erreichte die deutsche Mannschaft dabei den ersten Erfolg gegen Italien nach dem Zweiten Weltkrieg. Insgesamt brachte es Volkert auf zwölf Länderspiele.

### Nach der Profi-Karriere
Nach der Beendigung seiner Profi-Karriere spielte Volkert noch bei den Amateurvereinen Hummelsbütteler SV und TuS Hoisdorf und übernahm die Generalagentur einer Versicherungsgesellschaft, um anschließend eine Managerkarriere zunächst beim FC St. Pauli und dann beim Hamburger SV zu beginnen. Seine Zeit als Manager eines Profifußballvereins war jedoch nicht von solchen Erfolgen gekennzeichnet wie seine Spielerlaufbahn. Von 1986 bis 1990 war er Manager des FC St. Pauli. Anfang Mai 1990 reichte er seinen Rücktritt bei dem Verein ein, unter anderem da er das Verhalten des Vorstands bei Vertragsverhandlungen nicht guthieß und weil sein Verhältnis zu Trainer Helmut Schulte gestört war. Im September 1990 wurde Volkert Manager des Hamburger SV und erhielt einen Vertrag bis Ende Juni 1991. Als Volkert den HSV-Vorsitzenden Jürgen Hunke öffentlich kritisierte und im Mai 1991 eine Abmahnung erhielt, da er ohne vorherige Absprache ein Verkaufsangebot für Thomas Doll einholte, warf Hunke einen Vertrauensbruch vor. Der Streit zwischen Volkert und Hunke weitete sich aus. Volkert kritisierte den Führungsstil Hunkes, der wiederum Volkerts Arbeitsweise in Zweifel zog. Der Sportinformationsdienst stufte die Auseinandersetzung der beiden Führungskräfte als „Hunke-Volkert-Horror-Show“ ein. Anfang Juli 1991 erhielt Volkert vom Hamburger SV die Kündigung.
Von Sommer 1992 bis 1996 war Volkert Manager des VfB Lübeck und von 1996 bis zum 12. Dezember 1998 war er Manager beim 1. FC Nürnberg. Dort wurde er allerdings für die fehlende Konkurrenzfähigkeit des „Club“-Kaders verantwortlich gemacht und entlassen, womit auch seine Funktionärslaufbahn beendet war. Volkert lebte in der Gemeinde Sachsen bei Ansbach in der Nähe seiner Geburtsstadt, wo er eine Sportagentur betrieb. In seiner Freizeit spielte er Golf. Der ehemalige Nationalspieler verstarb am 16. August 2020 im Alter von 74 Jahren in Erlangen.

## Statistik
Georg Volkert absolvierte insgesamt 410 Bundesligaspiele und erzielte 125 Tore. Mit 31 von 35 verwandelten Elfmetern gehörte er zu den besten Elfmeterschützen der Bundesliga.

### Erfolge
- Europapokalsieger der Pokalsieger 1977, mit dem Hamburger SV
- Deutscher Meister 1968, mit dem 1. FC Nürnberg
  - Vize-Meister 1976, mit dem Hamburger SV
  - Vize-Meister 1979, mit dem VfB Stuttgart
- Deutscher Pokalsieger 1976, mit dem Hamburger SV
  - Pokalfinalist 1974, mit dem Hamburger SV
- Schweizer Cup 1969/70, mit dem FC Zürich
- Ligapokal-Sieger 1973, mit dem Hamburger SV

## Ehrungen
- 2019 – Bayerischer Verdienstorden[14]